# Фонтекио
Фонтѐкио (на италиански: Fontecchio) е село и община в Южна Италия, провинция Акуила, регион Абруцо. Разположено е на 668 m надморска височина. Населението на общината е 412 души (към 2010 г.).